# Runcu (Gorj)
Runcu es una comuna ubicada en el distrito de Gorj, Rumania.

## Superficie
Cuenta con una superficie de 272,2 kilómetros cuadrados.

## Demografía
Hasta 2021 la población era de 5324 habitantes, con una densidad de población de 19,56 habitantes por kilómetro cuadrado.